# ラウ・チンワン
ラウ・チンワン（劉青雲 1964年2月16日 - ）は、香港の俳優。英語名 はSean Ching-wan Lau。

## 来歴
TVB俳優養成所出身。1980年代に映画デビューし、多くのコメディやアクション映画にも出演。1993年のラブ・ストーリーの『つきせぬ想い』でブレイクしスターの仲間入りを果たす。1998年に91年ミス香港で女優の郭藹明と結婚した。2007年に『我要成名』で香港電影金像奨の最優秀主演男優賞を受賞。

## 主な出演作（映画）
- ポリス・ストーリー2/九龍の眼 (1988)
- 水滸伝 男たちの挽歌 (1992)
- つきせぬ想い (1993)
- ワンダー・ガールズ 東方三侠2 (1993)
- ブッシュマン4 (1994)
- 男たちの挽歌4 (1994)
- ぼくたちはここにいる (1994)
- 幸せはイブの夜に (1994)
- 裏街の聖者 (1995)
- ゴールデン・ガール (1995)
- 香港ラブ・ストーリー 恋のラブ・アタック作戦 (1995)
- ブラック・マスク (1996)
- 夢翔る人/色情男女 (1996)
- 摂氏32℃ (1996)（日本未公開）
- 恋する天使 (1997)
- ファイヤーライン (1997)
- MY DAD IS A JERK (1997)
- 高度戒備 (1997)
- ロンゲストナイト (1998)
- デッドポイント 黒社会捜査線 (1998)
- ヒーロー・ネバー・ダイ (1998)
- エクソシスト 最後の霊戦 (1998)
- O記三合会档案 (1999)（日本未公開）
- 暗戦/デット・エンド (1999)
- ヴィクティム (1999)
- 恋するブラジャー大作戦（仮） (2001)
- ランチ・ウィズ・チャールズ (2001)
- アンディ・ラウの麻雀大将 (2002)
- デッドエンド 暗戦リターンズ (2002)
- ブラックマスク2 (2002)
- 1:99 電影行動 (2003)
- 忘れえぬ想い (2003)
- ブラック・シティ 黒白森林 (2003)
- Mr.BOO!花嫁の父 (2004)
- 新世紀Mr.Boo! ホイさま カミさま ホトケさま (2004)
- 喜馬拉亞星 (2004)（日本未公開）
- 我要成名 (2009)（日本未公開）
- MAD探偵 7人の容疑者 (2007)
- 再生號 (2009)（日本未公開）
- 盗聴犯〜死のインサイダー取引〜 (2009)（2012 夏の香港傑作映画まつりにて上映）
- 盗聴犯〜狙われたブローカー〜 (2011)（2012 夏の香港傑作映画まつりにて上映）
- 奪命金 (2011)
- 大魔術師"X"のダブル・トリック (2011)（2012－2013 冬の香港傑作映画まつりにて上映）
- バレット・ヒート 消えた銃弾 (2012)
- レクイエム 最後の銃弾 (2013)
- インフェルノ 大火災脱出 (2013)
- 惨殺のサイケデリア (2013)
- インターセプション -盗聴戦- (2014)（2015 夏の香港・中国エンターテイメント映画まつりにて上映）
- 三城記 (2015)
- コール・オブ・ヒーローズ 武勇伝 (2016)
- 毒。誡（中国語版） (2017)（アジアフォーカス・福岡国際映画祭2017にて特別上映)
- インテグリティ／煙幕（中国語版） (2019)
- バーニング・ダウン 爆発都市 (2020)
- 神探大戦（中国語版） (2022)
- 未来戦記 (2022)
- ホワイト・ストーム 世界の涯て (2023)
- お父さん（中国語版）(2024)（第37回東京国際映画祭にて上映)

## 主な出演作（ドラマ）
- （畫出彩虹）(1984) - 羅家勤
- 鹿鼎記 （鹿鼎記）(1984) - 溫有方
- （新紮師兄）(1985) - 倪峰（Fit佬）
- 武林世家 （武林世家）(1985) - 陳二牛
- （大香港）(1985) -  林祖
- （皇上保重）(1985)
- （成吉思汗）(1986) - 赤老溫
- （大運河）(1986) - 李世民
- （孖仔孖心肝）(1986) - 王名成
- （大時代）(1992) -  方展博

## おもな受賞
高度戒備 ※CSでのみ放映
- 第4回香港電影評論学会大奨（1997年）最優秀男優賞

再見阿郎（原題） ※日本未公開
- 第5回香港電影金紫荊奨（2000年）最優秀主演男優賞

恋するブラジャー大作戦（仮）
- 第8回香港電影評論学会大奨（2001年）最優秀男優賞

我要成名（原題） ※日本未公開
- 第26回香港電影金像奨（2007年）最優秀主演男優賞
- 第12回香港電影金紫荊奨（2007年）最優秀主演男優賞

奪命金
- 第18回香港電影評論学会大奨（2011年）最優秀男優賞
- 第49回台湾金馬奨（2012年）最優秀主演男優賞

インターセプション -盗聴戦-
- 第21回香港電影評論学会大奨（2015年）最優秀男優賞
- 第34回香港電影金像奨（2015年）最優秀主演男優賞

神探大戦
- 第41回香港電影金像奨（2023年）最優秀主演男優賞 [1]

お父さん
- 第18回アジア・フィルム・アワード（2024年）主演男優賞[2]
- 第43回香港電影金像奨（2025年）最優秀主演男優賞 [3]